# Nogaro
Nogaro ist eine französische Gemeinde mit 2226 Einwohnern (Stand 1. Januar 2022) im Département Gers in der Region Okzitanien. Sie gehört zum Arrondissement Condom und zum Kanton Grand-Bas-Armagnac.

## Geografie
Nogaro liegt in der historischen Region Armagnac im Herzen der Gascogne, die vor allem wegen des dort produzierten Weinbrandes Armagnac bekannt ist.
Die Gemeinde Nogaro liegt am Fluss Midouze, einem Nebenfluss des Adour. Die nächste größere Stadt ist Mont-de-Marsan 44 Kilometer nordwestlich. Die nächsten französischen Großstädte sind Toulouse (120 Kilometer östlich) und Bordeaux (128 Kilometer nordwestlich). Durch Nogaro führt der Fernwanderweg GR 65, der weitgehend dem historischen Verlauf des Jakobsweges Via Podiensis folgt.

## Geschichte
Nogaro wurde 1055 durch den Erzbischof Austinde von Auch gegründet. Er schuf hier eine  sogenannte Friedenszone (frz. Sauveté), um einen ungestörten Handel am Kreuzungspunkt der alten Handelsstraßen, die von Auch nach Toulouse, bzw. von Bayonne und von Eauze führten.
Die durchziehenden Händler mussten Maut bezahlen, wovon die Pilger befreit waren. 1104 errichtete Graf Bernhard III. ein Hospiz für Aussätzige. In den Religionskriegen wurde der Ort durch protestantische Truppen unter Führung von Graf Montgomery weitgehend zerstört, auch die Kirche Saint Nicolas wurde stark in Mitleidenschaft gezogen. Im Jahr 1607 fiel die Grafschaft Armagnac wie die gesamte Gascogne an die französische Krone unter Henri IV. Nogaro wurde königliche Stadt, was sie bis 1642 blieb.

### Bevölkerungsentwicklung
| Jahr                       | 1962 | 1968 | 1975 | 1982 | 1990 | 1999 | 2011 | 2020 |
| Einwohner                  | 1859 | 2140 | 2113 | 2013 | 2008 | 1881 | 1985 | 2097 |
| Quellen: Cassini und INSEE |      |      |      |      |      |      |      |      |

## Sehenswürdigkeiten
Der Bau der romanischen Stiftskirche Saint-Nicolas wurde 1055 begonnen. Sie wurde in den Religionskriegen schwer beschädigt und im 16. und 17. Jahrhundert teilerneuert. Heute präsentiert sie sich als dreischiffiges Gebäude mit halbrunder Apsis, die Seitenkapellen sind als Tonnengewölbe ausgeführt.

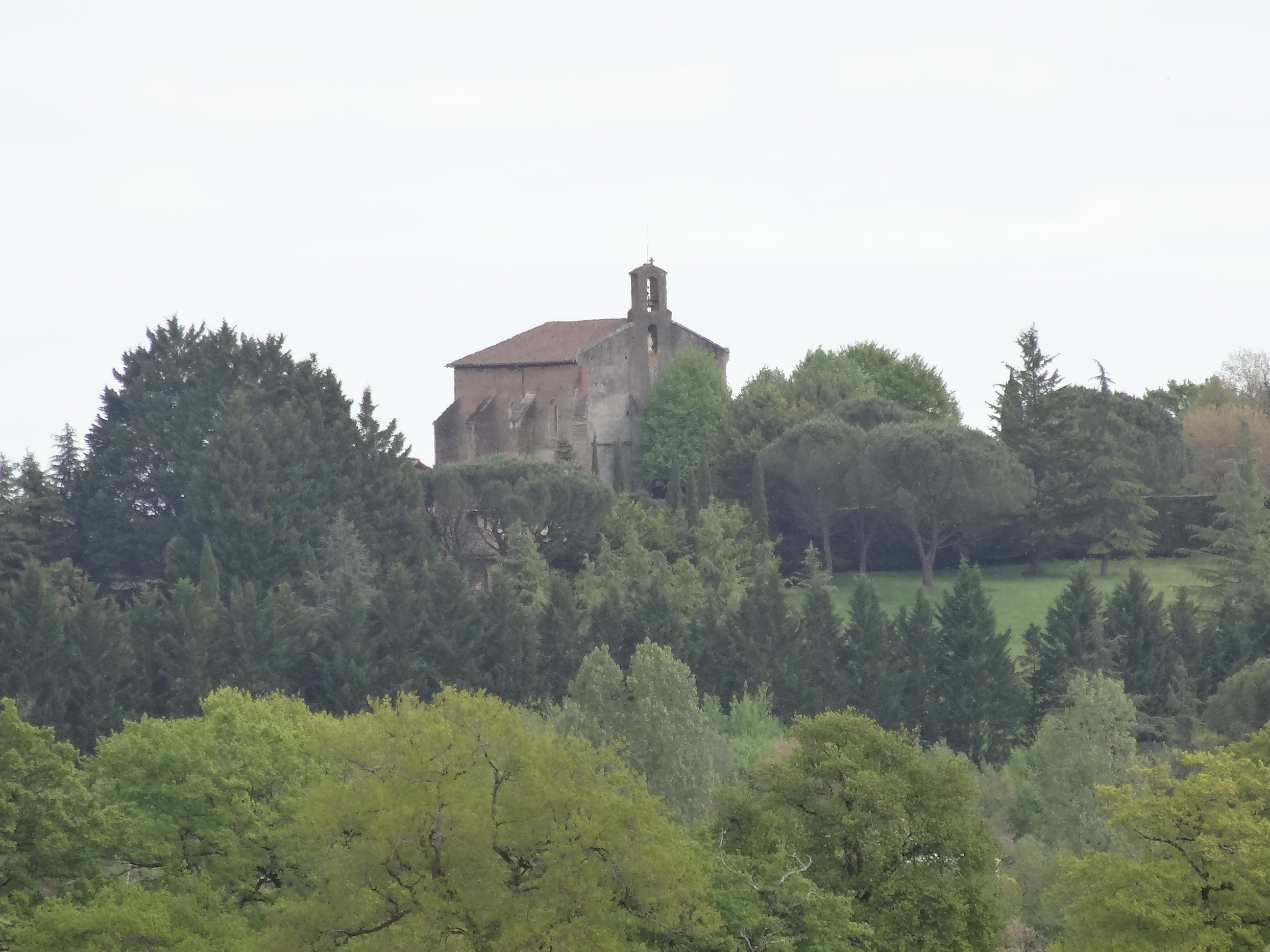
Kirche Notre-Dame-de-Bouit

### Jakobsweg (Via Podiensis)
In Nogaro gibt es neben einer Pilgerherberge (französisch: Gîte d’étape) Hotels und Privatzimmer (französisch: Chambre d'hôtes) sowie einen Campingplatz und eine Touristeninformation.

## Wirtschaft

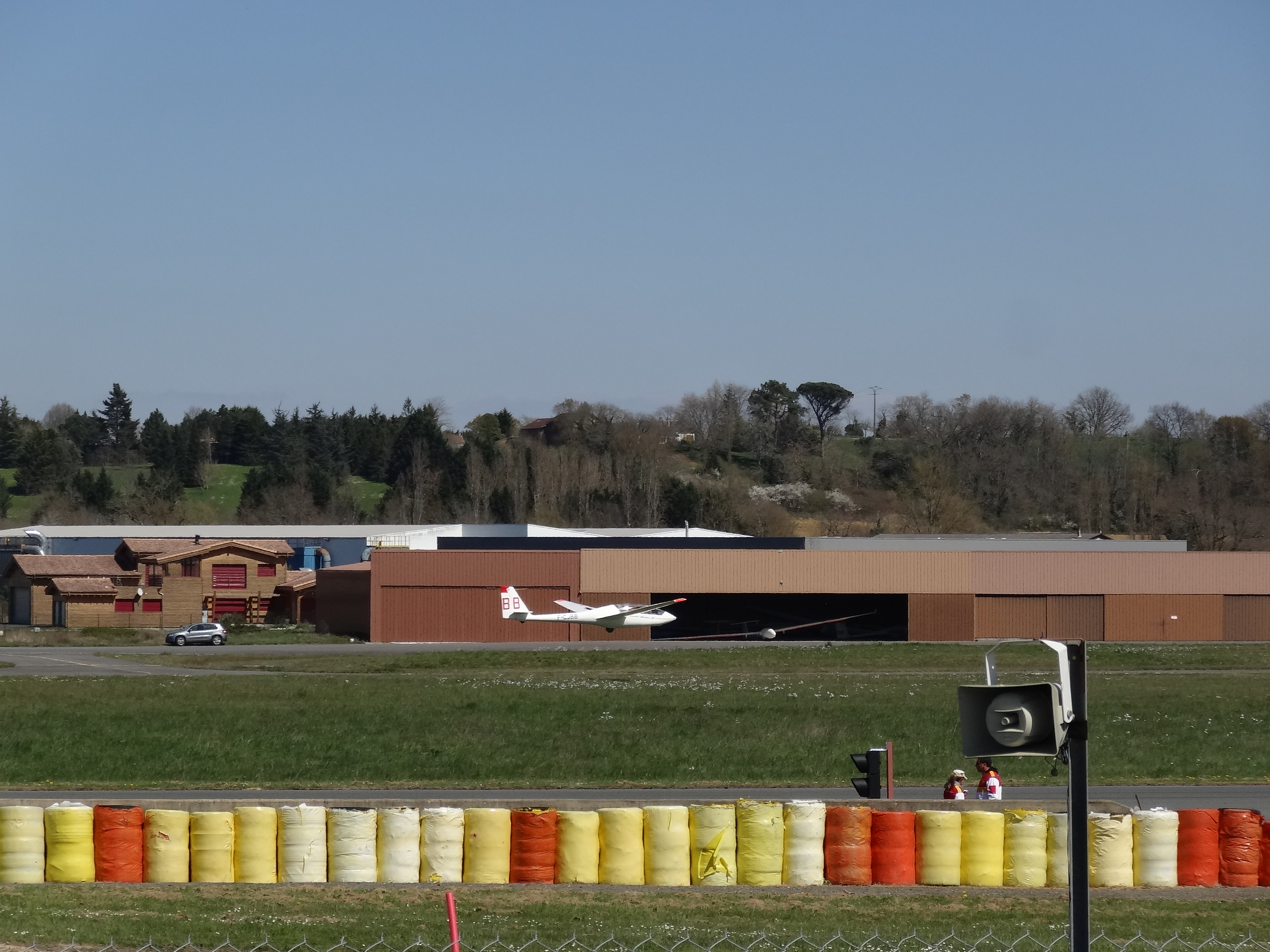
Regionalflugplatz

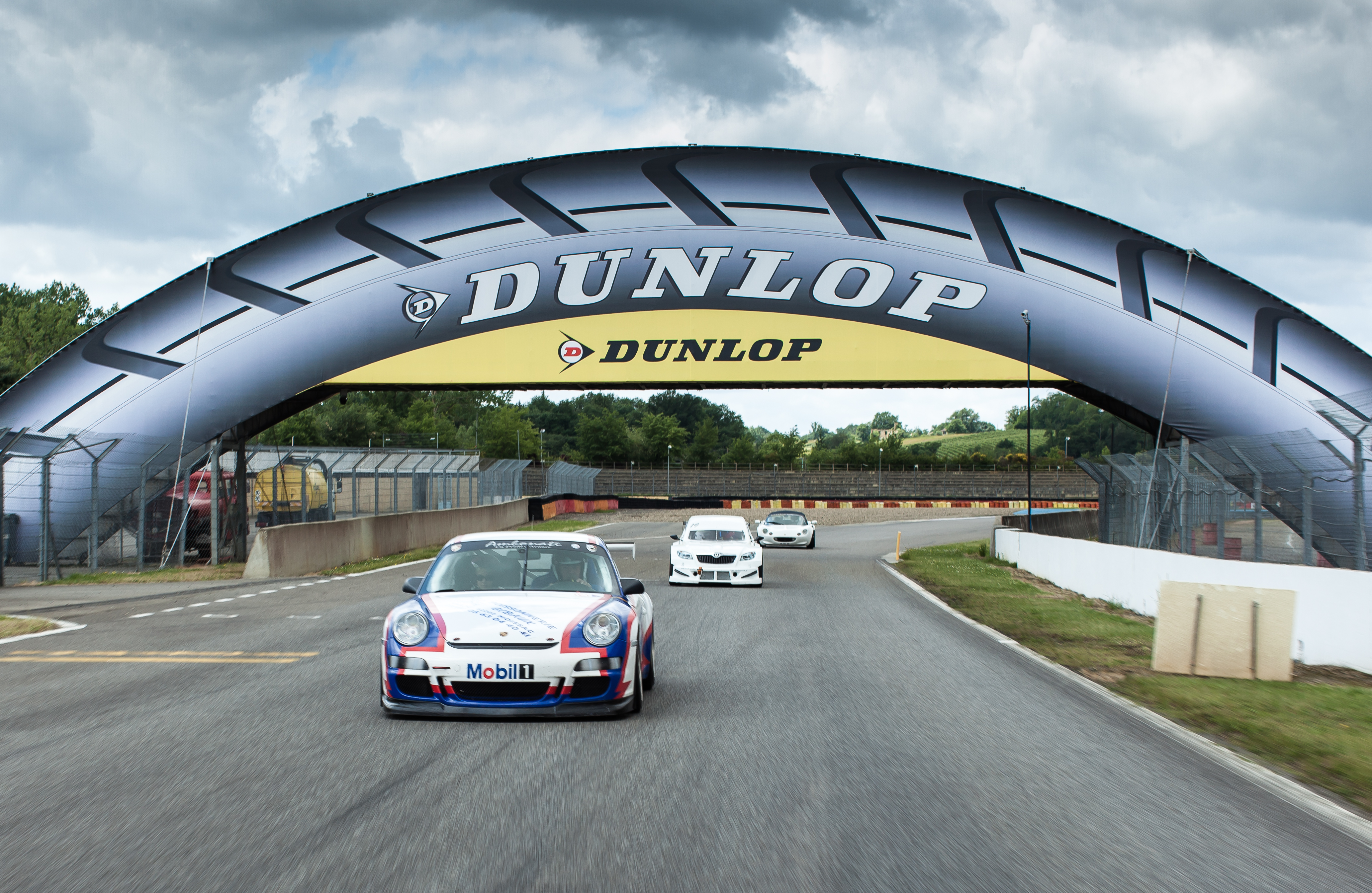
Autorennstrecke Circuit Paul Armagnac

- Im Norden der Gemeinde liegt ein Regionalflugplatz.
- Die Autorennstrecke Circuit Paul Armagnac nahe dem Flugplatz dient auch als Teststrecke für die Formel 1.[2]
- Am Rande der Autorennstrecke ist unter dem Namen Mécanopole de Nogaro ein Industrieentwicklungsgelände im Aufbau.[3]
- Im Dienstleistungssektor (ca. 28 %) und in der Landwirtschaft (ca. 17 %) arbeiten die meisten Einwohner.[4] Lokale Produktionsschwerpunkte sind Wein und Getreide sowie Enten und Gänse. Aus dem Wein wird der Weinbrand Armagnac hergestellt.[5]

## Gemeindepartnerschaft
- Huarte in der spanischen Provinz Navarra

## Persönlichkeiten
- Paul Armagnac (1923–1962), Autorennfahrer